# Jakob Cremer
Jakob Cremer (geboren am 3. Juni 1872; gestorben am 11. August 1940) war ein deutscher Unternehmer.
Er gründete 1906 in Frechen eine Tonröhrenfabrik und baute ab den 1920er Jahren systematisch ein deutschlandweites Firmenimperium auf, das vor dem Zweiten  Weltkrieg auf seinem Gebiet (der Herstellung von Steinzeugprodukten) führend in Europa war. Daneben war er in leitenden Funktionen in Frechen und im Landkreis Köln als Zentrumspolitiker tätig.

## Leben

### Unternehmerischer Werdegang
Jakob Cremer wurde 1872 in Frechen als eines von elf Kindern des Landwirtes Mathias Cremer geboren. Während seine Geschwister durchschnittlich kleinbürgerliche Lebensläufe führten (nur einer absolvierte eine höhere Schule und wurde Lehrer), machte er eine Karriere, die ihn weit aus seinem ursprünglichen Milieu entfernte. Er ging auf das Gymnasium in Emmerich am Rhein, an dem sein 15 Jahre älterer Bruder Josef Lehrer war, machte nach der mittleren Reife eine kaufmännische Lehre bei einem Kolonialwarengeschäft in Kleve und danach ein Praktikum bei einer Baustoffhandlung in Dortmund. So ist es nicht überraschend, dass er dann 1894 (er war 22 Jahre alt) nach seiner Rückkehr nach Frechen dort auf der Kölner Straße 72 einen Baustoffhandel gründete, der so gut florierte, dass Cremer schon nach fünf Jahren ausweislich der Steuerliste von 1899 zu den zehn bestverdienenden Frechenern gehörte.
Frechen verfügte über reichhaltige Vorkommen eines hochwertigen Tons, der sich zur Herstellung von Steinzeugprodukten eignete. Das waren vor allem Tonröhren, für die ab ca. 1860 wegen des dann einsetzenden Baus von Abwassersystemen in allen deutschen Städten ein großer Bedarf herrschte. In der zweiten Hälfte des 19. Jahrhunderts entstand daher in Frechen eine Reihe von sehr profitablen Tonröhrenfabriken, die inzwischen ausnahmslos wieder geschlossen wurden:
- 1852: Heinrich Sticker (bis 1857)
- 1867: Simon Lövenich & Cie. (bis 1920)
- 1879: Lövenich & Hendrickx
- 1883: Weiden & Schaaf
- 1885: H. und J. Geusgen
- 1886: Gerhard Dorn
- 1887: J. Conzen & Cie.
- 1889: J. Kalscheuer (später unter dem Namen Rhenania Wolf, dann Steinzeug Keramo)
- 1895: Andreas Lövenich
- 1889: Kleinsorg & Lövenich
- 1903: Tillmann Vogt
- 1906: Cremer & Breuer
- 1906: Rhenania (Dürener Straße)
- 1913: Balkhausen & Co.[2]

1906 gründete Jakob Cremer nach einem missglückten Versuch mit der Produktion von Dachziegeln ebenfalls eine Tonröhrenfabrik, die den Namen Cremer und Breuer erhielt. Toni Breuer, ein Schwager von Jakob Cremers Frau, war einer der Hauptgeldgeber, erschien daher im Firmennamen, sollte aber im Betrieb überhaupt keine Rolle spielen. Jakob Cremer war von seiner Ausbildung her kein Fachmann auf dem technisch anspruchsvollen Gebiet der Steinzeugproduktion, aber er war ein hervorragender Kaufmann. 1908 trat er dem Verkaufssyndikat „Rheinische Steinzeugwerke GmbH“ bei. Durch die Erschließung von Absatzmärkten im Ausland überholte er mit seiner neuen Firma schon bald seine älteren Konkurrenten. Cremer und Breuer hatte 1914 bereits 150 Beschäftigte, viel mehr als alle anderen.
Nach dem Ersten Weltkrieg übernahm Jakob Cremer die Frechener Fabriken S. Lövenich & Co sowie Lövenich und Hendrickx. Er spielte eine wichtige Rolle bei der Gründung der „Verkaufsgesellschaft Deutscher Steinzeugwerke m.b. H.“, eines (damals legalen) Kartells, das für seine Mitglieder Verkaufsquoten und Mindestpreise festlegte. Er exportierte weiterhin nach Übersee, vor allem nach Argentinien. Auch der Hafen von Singapur wurde mit Steinzeug aus Frechen kanalisiert. Mit den so verdienten Devisen kaufte Cremer Mehrheitsanteile an Steinzeugfabriken in ganz Deutschland. Den ersten Schritt auf dem Wege von einer führenden lokalen zu einer führenden nationalen Rolle machte er ab 1926 mit dem Erwerb einer Aktienmehrheit an der viel größeren Deutschen Steinzeugwarenfabrik in Mannheim - Friedrichsfeld. Die Weltwirtschaftskrise ab 1929 bedingte eine Pause, aber danach, in den 30er Jahren, expandierte er weiter und erwarb bis 1939 schrittweise alle Aktien der ebenfalls viel größeren Deutschen Ton- und Steinzeugwerke in Berlin. Deren Fabriken lagen allerdings überwiegend in den deutschen Ostgebieten und waren daher nach dem Zweiten Weltkrieg verloren. 1935 erwarb er von dem jüdischen Bankhaus Gebrüder Arnhold in Dresden eine Mehrheit der Aktien des Annawerks in Rödental bei Coburg.
In diesen Jahren bereitete sich das Deutsche Reich im Geheimen schon auf einen Zweiten Weltkrieg vor und legte daher großen Nachdruck auf die Ausweitung der Stahlproduktion für die Rüstungsindustrie. Zu diesem Zweck gründeten die Reichswerke Hermann Göring zusammen mit der Cremer-Gruppe 1937 in Schwarzenfeld-Buchtal in der Oberpfalz die Buchtal AG. zur Herstellung der feuerfesten Steine, die für die Auskleidung der Hochöfen in den neu entstehenden Stahlwerken benötigt wurden. Die Reichswerke Hermann Göring hielten 52 %, die Cremer-Gruppe 48 % an dieser Fabrik, deren Leitung Jakob Cremers Sohn Gottfried übernahm. Gottfried Cremer sagte später, sein Vater sei strikt gegen diese Zusammenarbeit mit den Hermann-Göring-Werken gewesen.

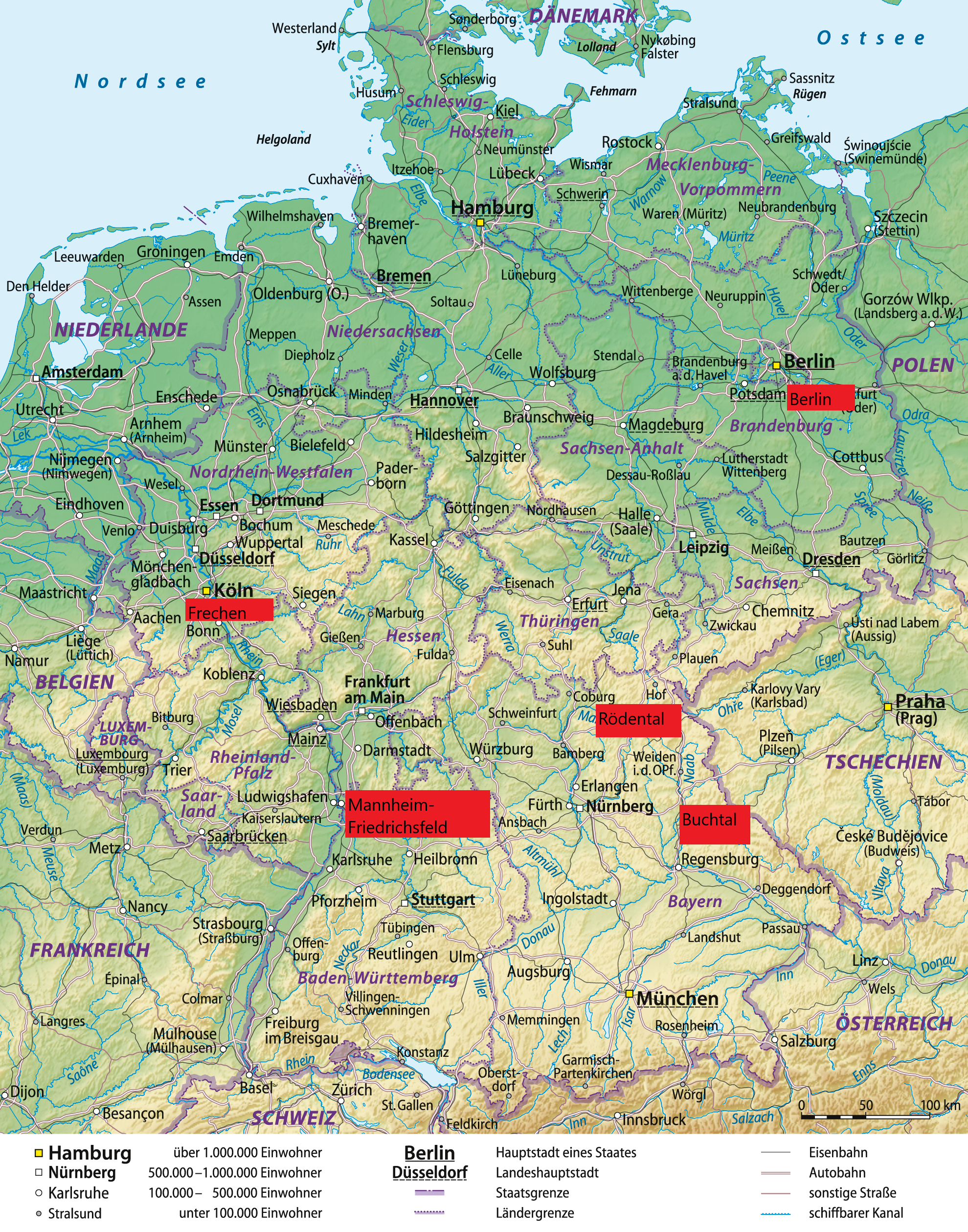
Standorte der Unternehmensgruppe

Die Unternehmensgruppe umfasste jetzt also fünf Firmen und erreichte Ende der 30er Jahre auf ihrem Produktionsgebiet der Steinzeugherstellung die führende Stellung in ganz Europa.
1. Das Stammwerk Cremer und Breuer, Frechen
2. Deutsche Steinzeugwarenfabrik A.G., Mannheim-Friedrichsfeld
3. Deutsche Ton- und Steinzeugwerke A.G., Berlin-Charlottenburg
4. Annawerk, Rödental bei Coburg
5. Buchtal AG, Schwarzenfeld (Oberpfalz)

Nach Jakob Cremers Tod setzte sich unter der Leitung seines Sohnes Gottfried der wirtschaftliche Erfolg der Firmengruppe zunächst fort. Nach dem Zweiten Weltkrieg beschäftigte sie über 5.000 Menschen, doch als ab ca. 1980 Abwassersysteme aus Steinzeug mehr und mehr von solchen aus PVC oder aus Zement verdrängt wurden, setzte der wirtschaftliche Niedergang ein. Heute hat die Deutsche Steinzeug Cremer & Breuer ihren Sitz nicht mehr in Frechen, sondern in Alfter bei Bonn und produziert keine Tonröhren mehr. Die Anteile am Anna-Werk und an der Deutschen Steinzeugwarenfabrik in Mannheim wurden verkauft. Das Frechener Stammwerk Cremer und Breuer wurde 1997 geschlossen; das Fabrikgebäude mit seiner eindrucksvollen, 90 m langen Fassade wurde 2010 abgerissen, obwohl diese ursprünglich unter Denkmalschutz gestanden hatte.

### Parteipolitische und gesellschaftliche Aktivitäten
Jakob Cremer saß von 1910 bis 1933 im Frechener Gemeinderat und war Vorsitzender der Frechener Zentrumspartei. Von 1920 bis 1933 saß er auch im Kreistag und wurde dort Mitglied im Kreisausschuss, wo alle wichtigen Entscheidungen getroffen wurden 1922 wurde er in Frechen Beigeordneter. Er war Mitglied der Kölner Industrie- und Handelskammer, Handelsrichter, Präsident des Schützenvereins, Schützenkönig, Mitglied im Hauptvorstand der Erzbruderschaft vom Hl. Sebastianus, Mitglied im geschäftsführenden Vorstand der Kommunalpolitischen Vereinigung und saß im Kirchenvorstand und im Kuratorium des Krankenhauses. Er war ein Gegner der Nationalsozialisten und gab nach deren Machtergreifung alle politischen Funktionen auf. Bei der ersten Sitzung am 30. März 1933 des am 12. März 1933 neu gewählten Gemeinderats war er nicht anwesend, obwohl er der Spitzenkandidat der Zentrumspartei gewesen war und normalerweise fast nie bei Sitzungen gefehlt hatte. Er zog sich für Wochen in ein Hotel nach Bad Ems zurück. Wahrscheinlich hatte die NSDAP gedroht, ihn festzunehmen, wenn er in Frechen bliebe.

### Familienleben

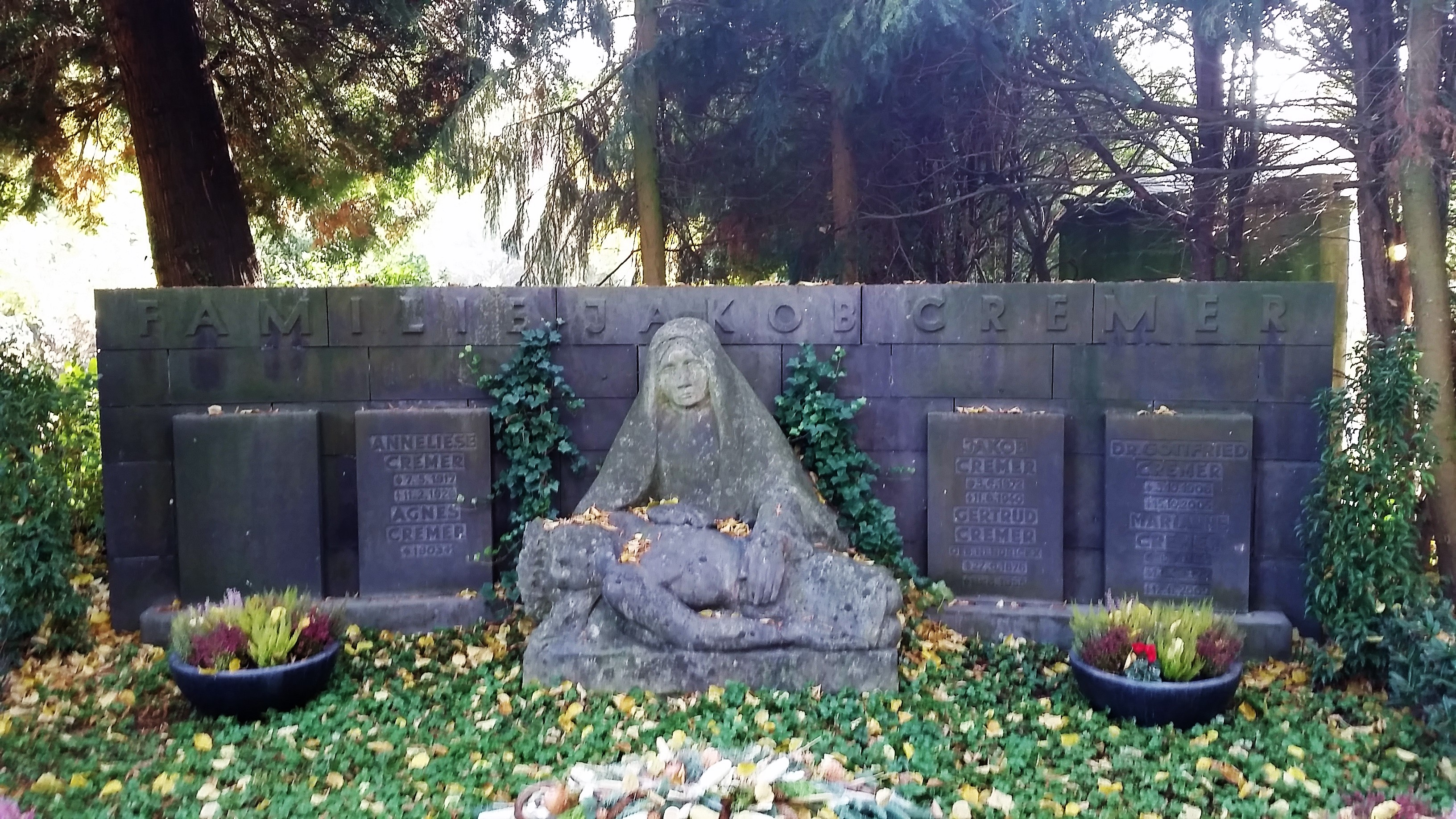
Grabmal Jakob Cremers

Jakob Cremer heiratete 1900 die wohlhabende Gertrud Hendrickx, Tochter des Frechener Tonröhrenfabrikanten Gottfried Hendrickx. Beide waren gläubige Katholiken. Sie hatten acht Töchter und den Sohn Gottfried, der später die Leitung der Firmengruppe übernahm. Jakob Cremer war wirtschaftlich so erfolgreich, dass er sich einen Maybach mit einem Chauffeur und Urlaube in Luxushotels leisten konnte, aber er wohnte recht bescheiden in dem heute noch existierenden Haus auf der Kölner Straße 72. Er galt als sozial eingestellter Arbeitgeber, der z. B. in der Weltwirtschaftskrise nach 1929 Entlassungen zu vermeiden suchte. Jakob Cremer starb 1940. Sein Grabmal auf dem Frechener Friedhof an St. Audomar wurde wegen der Wirren des Krieges erst zehn Jahre später aufgestellt. Es stammt von dem Bildhauer Hanns Rheindorf und hat die Form einer Pietà, also einer Maria, die ihren toten Sohn auf dem Schoß trägt.